# لاي سيتي
لاي سيتي هو نادي كرة قدم من بابوا غينيا الجديدة يلعب في دوري بابوا غينيا الجديدة،تأسس النادي في 2014.